# چاه رحمان
چاه رحمان مرکزی ، روستایی از توابع بخش نصرت‌آباد شهرستان زاهدان در استان سیستان و بلوچستان ایران است.

## جمعیت
این روستا در دهستان نصرت‌آباد قرار دارد و براساس سرشماری مرکز آمار ایران در سال 1399این روستا جمهیتی بالغ 250 نفر(58)خانوار را دارد